# Lycée La Rábida
Le lycée La Rábida est un établissement d'enseignement public situé dans la ville de Huelva, en Andalousie, en Espagne. Il s'agit du plus ancien établissement d'enseignement de la province de Huelva, ouvert depuis plus de 160 ans. En outre, le lycée est considéré comme une référence dans l'enseignement de toute la province de Huelva et il est reconnu comme un lycée historique d'Andalousie.

## Histoire
Le lycée d'enseignement secondaire La Rábida a été fondé par le décret royal du 13 juin 1856 en tant qu'Instituto de Segunda Enseñanza sous le règne d'Isabelle II et a été officiellement inauguré en octobre de cette même année par le gouverneur civil de Huelva, Adolfo de Castro, et le directeur de l'époque, Vicente Rodríguez García.
Le lycée a servi de résidence royale lors de la visite du roi Alphonse XII dans la ville de Huelva en 1882.
En 1903, la première station météorologique de Huelva et de sa province a été établie au lycée. Elle était gérée par des enseignants de l'établissement et c'est à eux qu'on doit les premières données météorologiques officielles disponibles pour la province et la ville. Au XIXe siècle, les premières écoles pour ouvriers ou professionnels de Huelva ont été fondées dans cet établissement.
Au cours de son histoire, le lycée a connu de nombreux emplacements, le premier étant le couvent Saint François, aujourd'hui l'église des jésuites ; le couvent de la Merced, aujourd'hui l'université, qui à Huelva est connue sous le nom de vieux lycée ; et l'actuel, situé aur l'Avenue Manuel Siurot, depuis l'année scolaire 1933-34. L'architecte du siège actuel est José María Pérez Carasa et les travaux ont duré de 1926 à 1933.

## Description
Son style est difficile à cerner car il présente des caractéristiques de tous les styles en vogue à l'époque (historicisme, art nouveau, néo-mudéjar, néo-gothique, etc.) qui font de son architecture quelque chose de particulier. Ce qui est identifiable, c'est qu'il a été conçu et construit à une époque où la fonctionnalité de l'architecture a commencé à être l'un de ses signes d'identité.
Il est présenté comme un excellent exemple de l'œuvre de José María Pérez Carasa, qui a su adapter cette œuvre à l'environnement naturel de la capitale de Huelva, puisque le bâtiment s'ouvre et s'élève dans/avec la colline sur laquelle il est situé.

## Curiosités
Deux anciens élèves du lycée se distinguent: Antonia Arrobas et Pérez et Juan Ramón Jiménez, poète espagnol, et lauréat du prix Nobel de littérature en 1956.

## Galerie

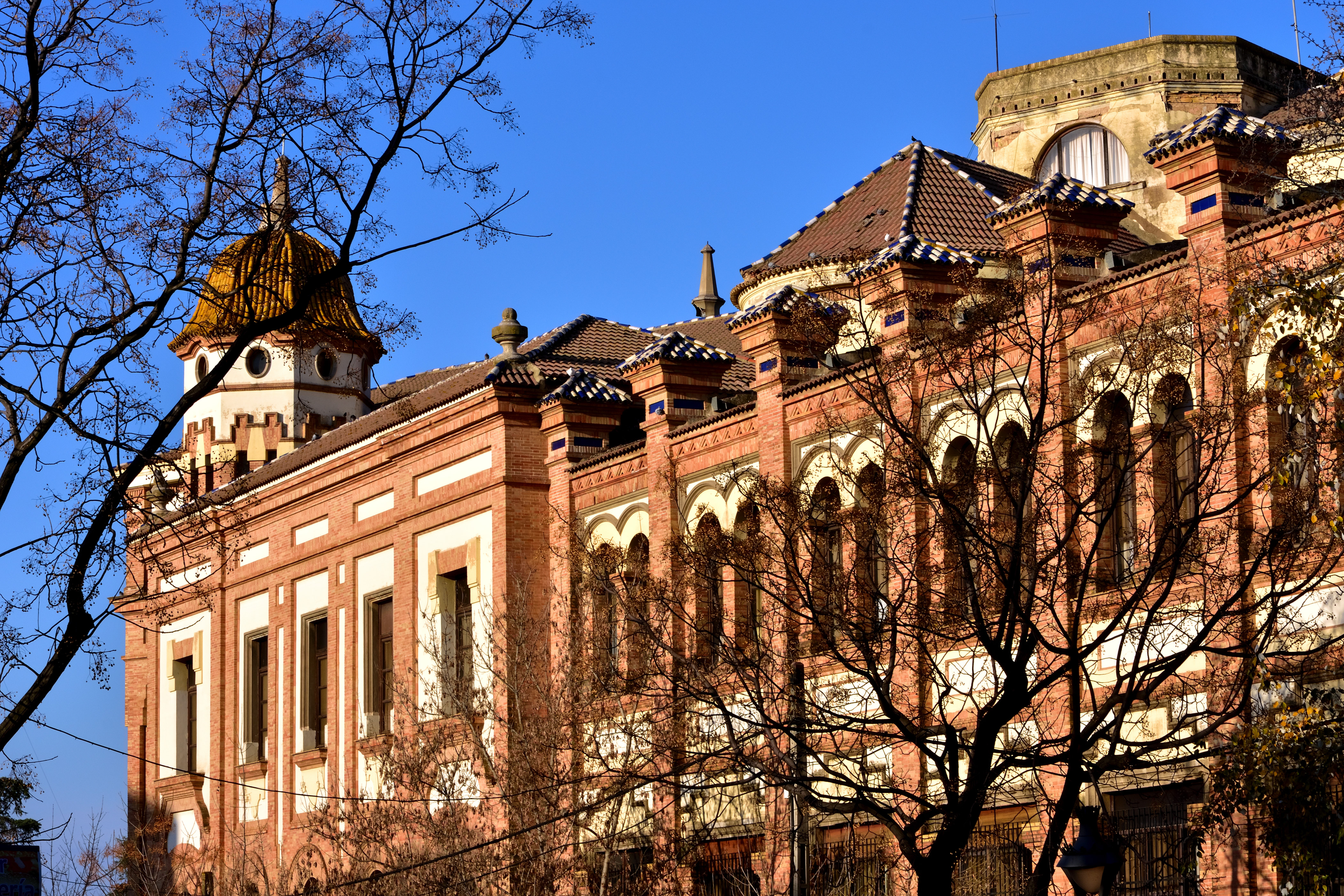
Façade orientale
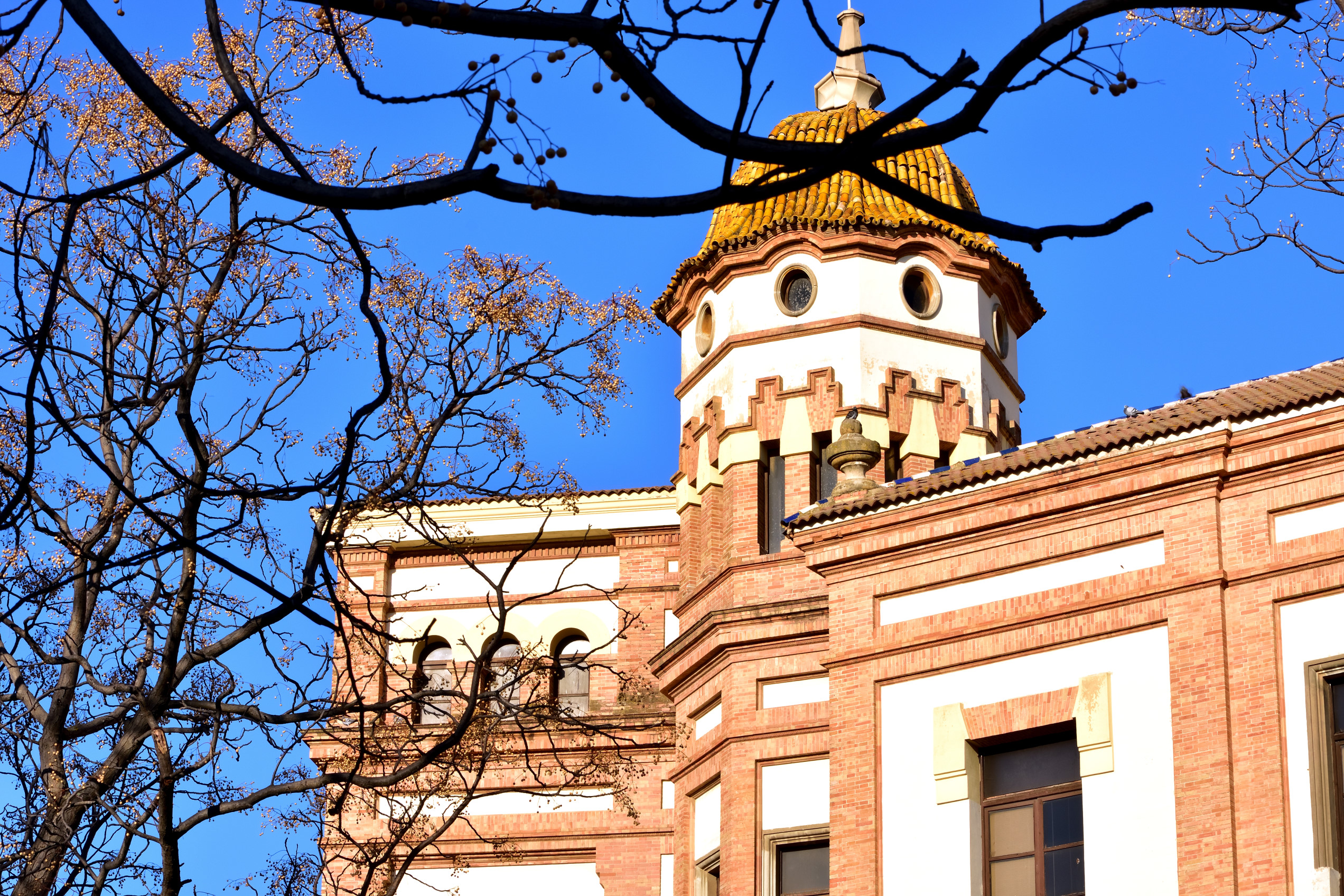
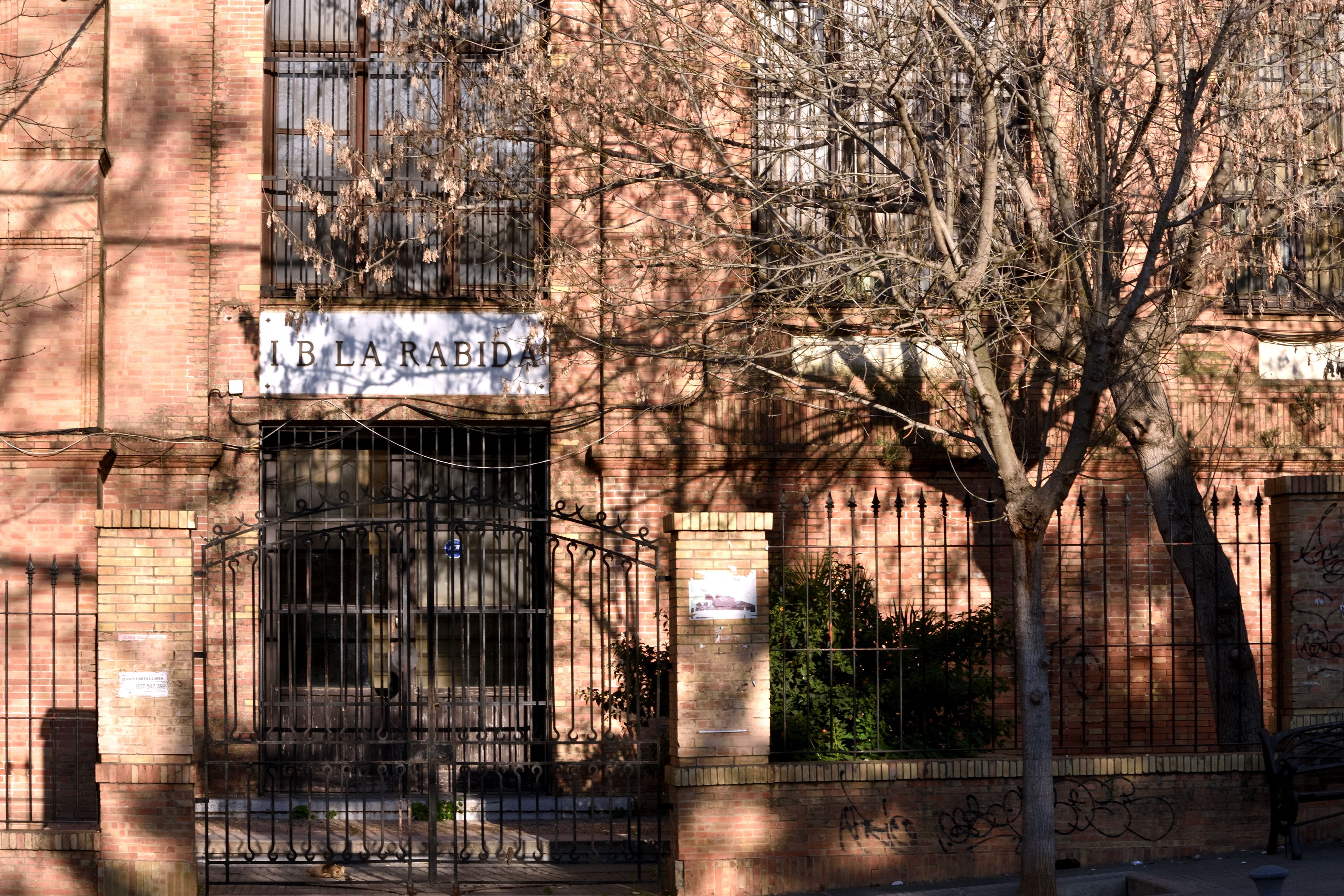
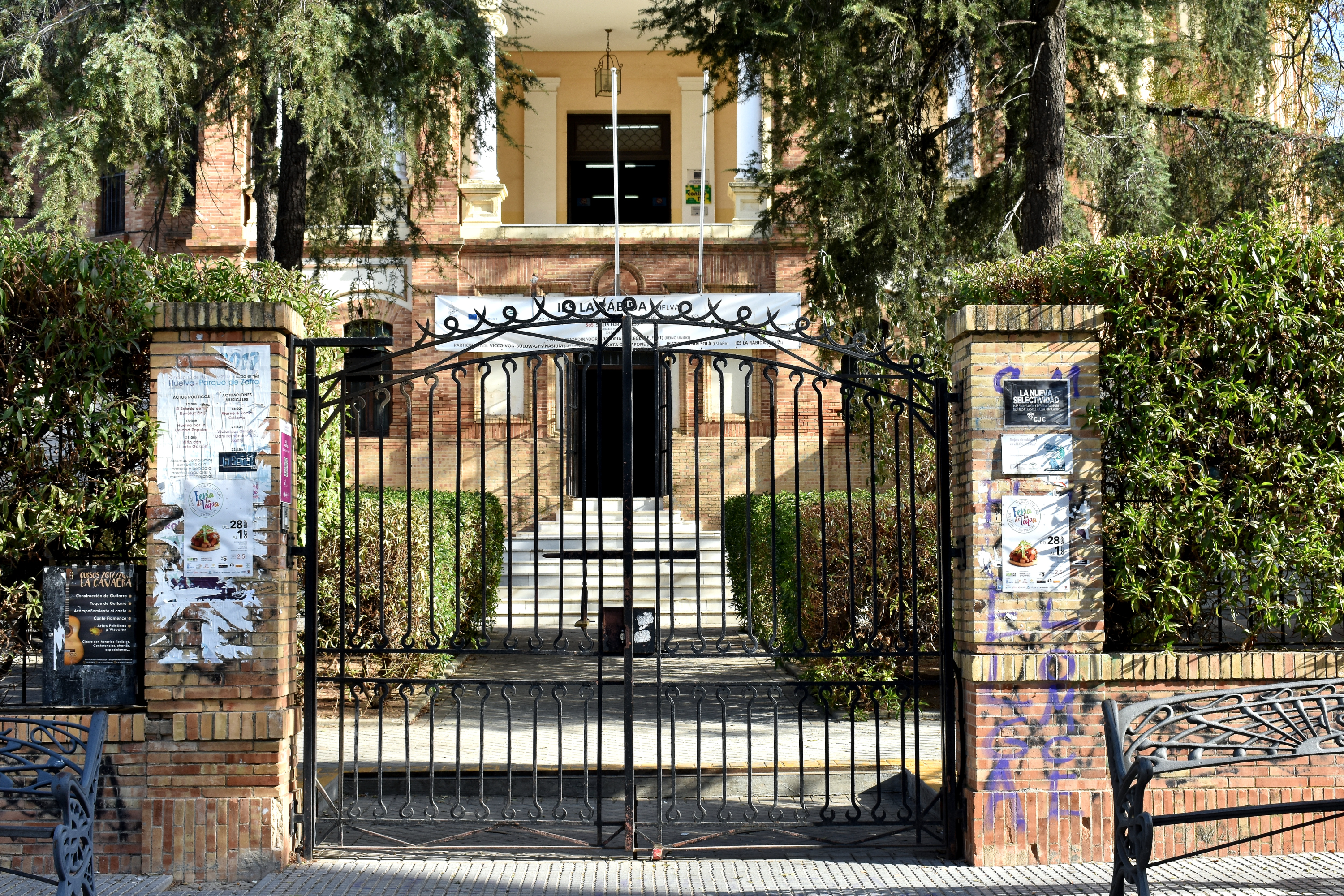
Portail